# 自動車製造者の一覧
自動車製造者の一覧（じどうしゃせいぞうしゃのいちらん）では、自動車の製造を行う企業・団体を羅列する。
名前から車種を調べたい場合は、自動車の車種名一覧を参照のこと。

## 日本の製造者・ブランド
（『▲』はブランドを示す）

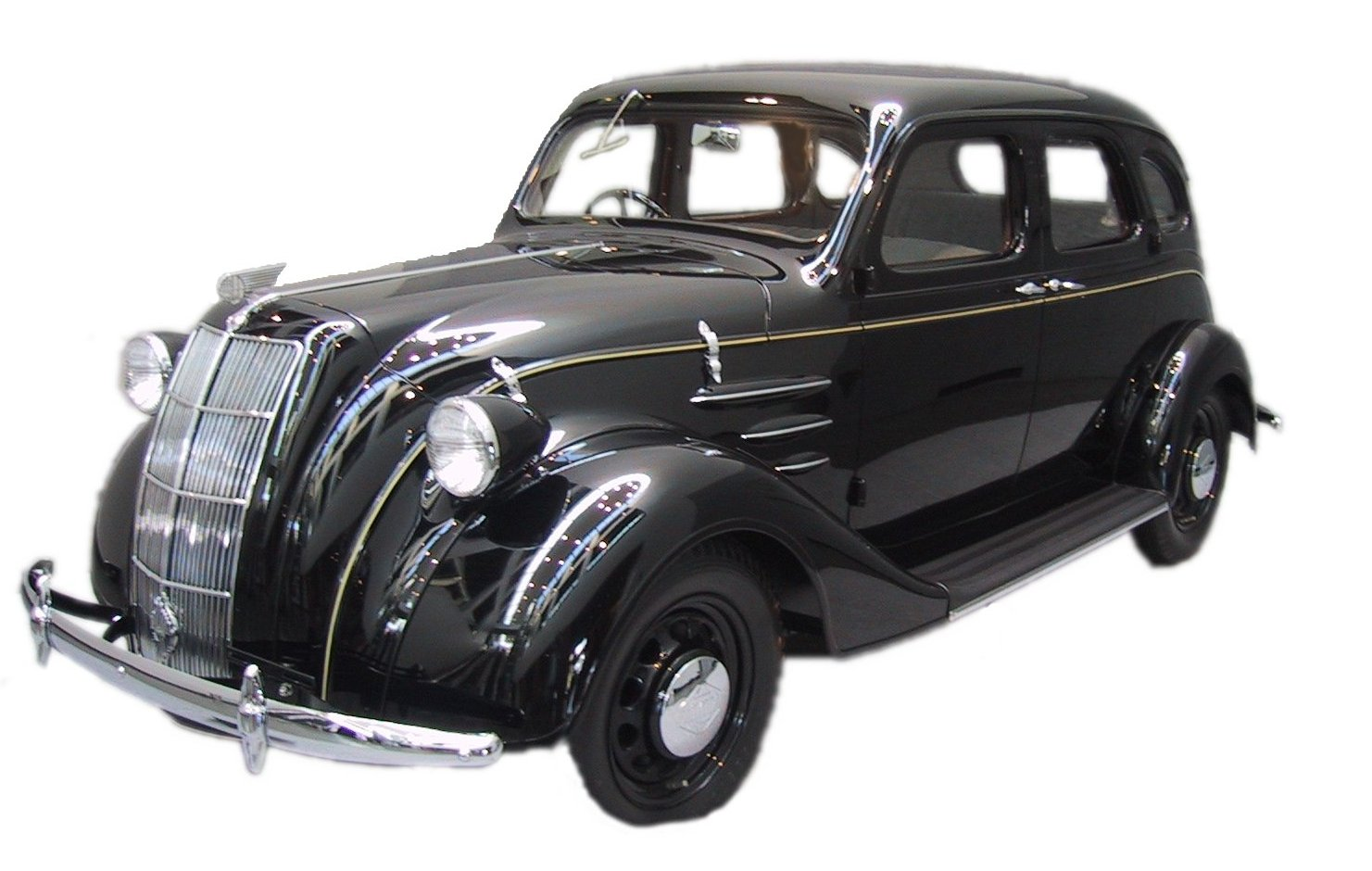
トヨダ・AA型乗用車

また以下以外の自動車製造会社として、トノックスなどの架装メーカーや、童夢などのレーシングカーの製造会社が多く存在する。
| メジャー（大手メーカー） - トヨタ自動車 - レクサス ▲ - ダイハツ工業（トヨタグループ） - 日野自動車（トヨタグループ） - トヨタ車体（ミニカーの製造販売） - 日産自動車 - インフィニティ ▲ - 三菱自動車工業（日産自動車傘下） - NMKV（日産と三菱自動車の共同出資による合弁会社） - 本田技研工業（ホンダ） - アキュラ ▲ - ソニー・ホンダモビリティ（AFEELA） - SUBARU（トヨタ自動車の持分法適用会社） - スバル ▲ - マツダ（トヨタ自動車と資本業務提携） - スズキ（トヨタ自動車と資本業務提携） - いすゞ自動車 - UDトラックス（いすゞ自動車傘下） - ジェイ・バス（日野・いすゞ合弁バス製造会社） - 三菱ふそうトラック・バス（ダイムラー・トラック傘下） - 光岡自動車（1996年に参入） | マイナー - シンクトゥギャザー（小型電気バスの製造） - タケオカ自動車工芸（ミニカーの製造販売） - KGモーターズ（ミニカーの製造販売） - イメイド（公道用電動カートの製造） - トライクファクトリージャパン（ミニカーの販売） - 高山自動車（マイクロEVキッチンカーの製造販売） - アセンブルポイント（小型電気バスの製造） - ヤマハ発動機（海外向けにSSVを製造） - 川崎重工業（海外向けにSSVを製造） - 日本エレクトライク（2015年に参入） - アスパーク（EVハイパーカーの販売） - GLM（電気自動車の開発） - エコチャレンジ（電動スポーツカーの製造販売） ファブレスメーカー - タジマモーターコーポレーション - HW ELECTRO（電気自動車の開発） - ASF（電気自動車の開発） - EVモーターズ・ジャパン（電気バスの製造） - バブル（ビベルEVトライクの開発販売） - EVジェネシス（EVトライクの開発販売） |

## 主な製造者・ブランド

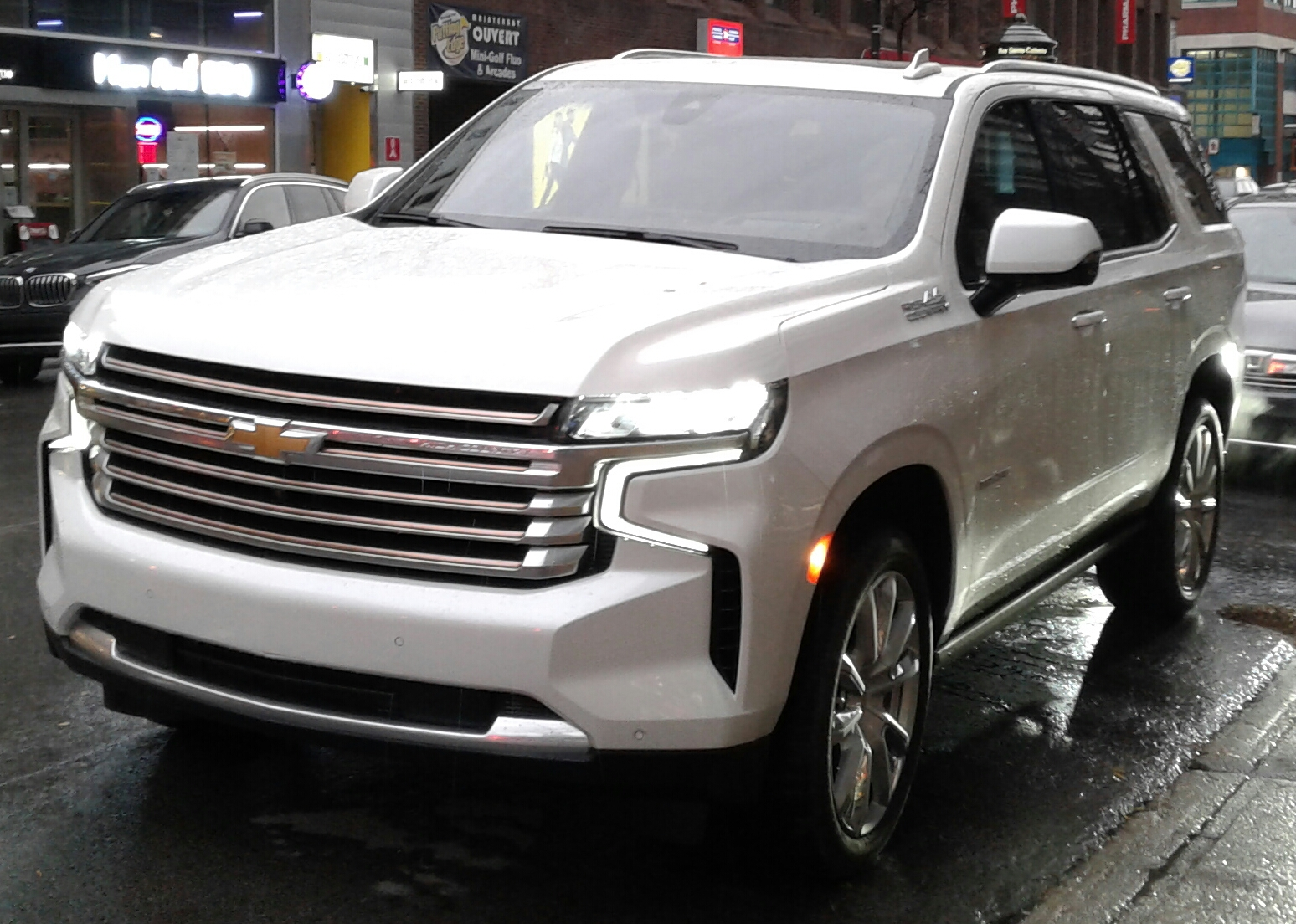
シボレー・タホ （アメリカ）

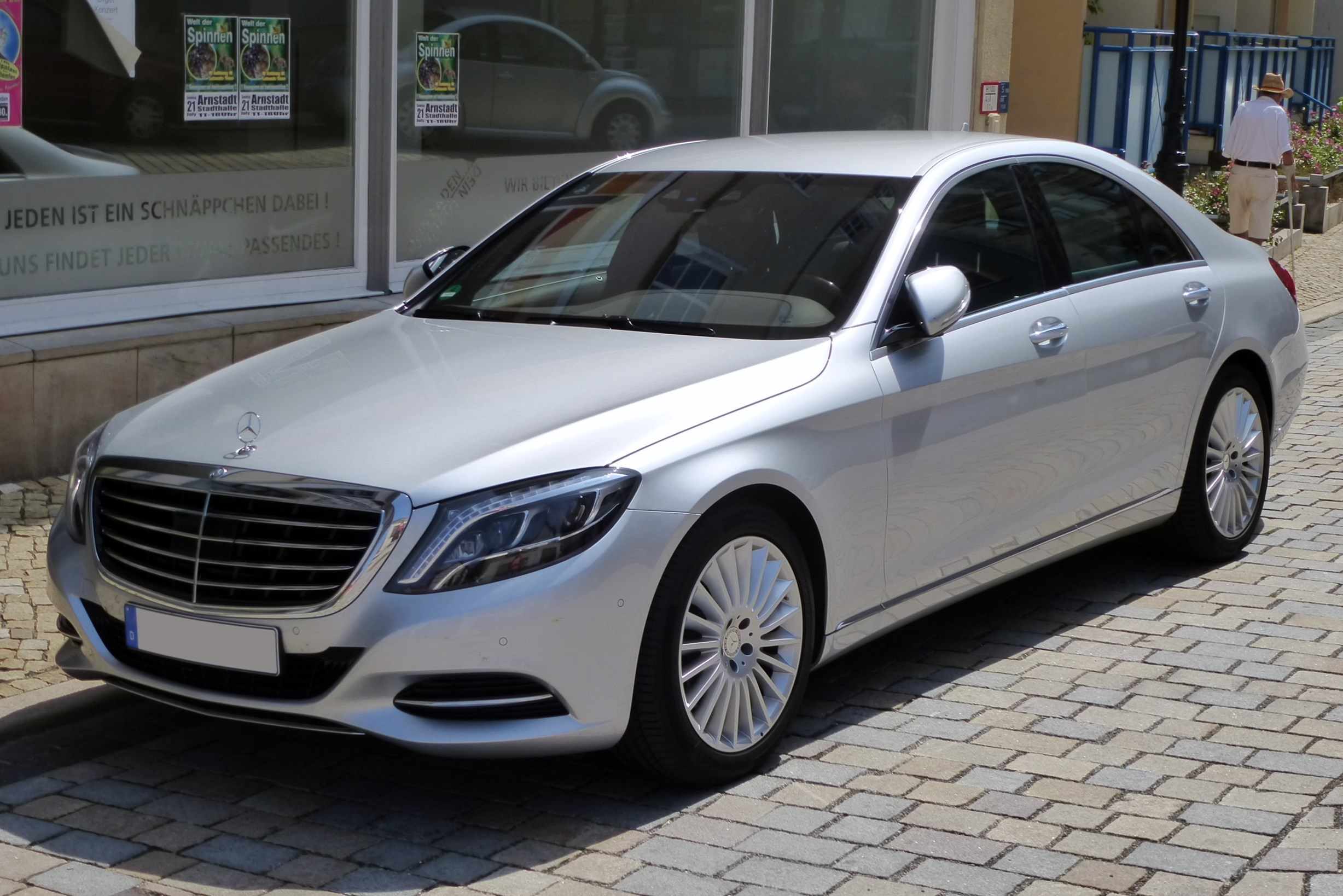
メルセデス・ベンツ・Sクラス（ドイツ）

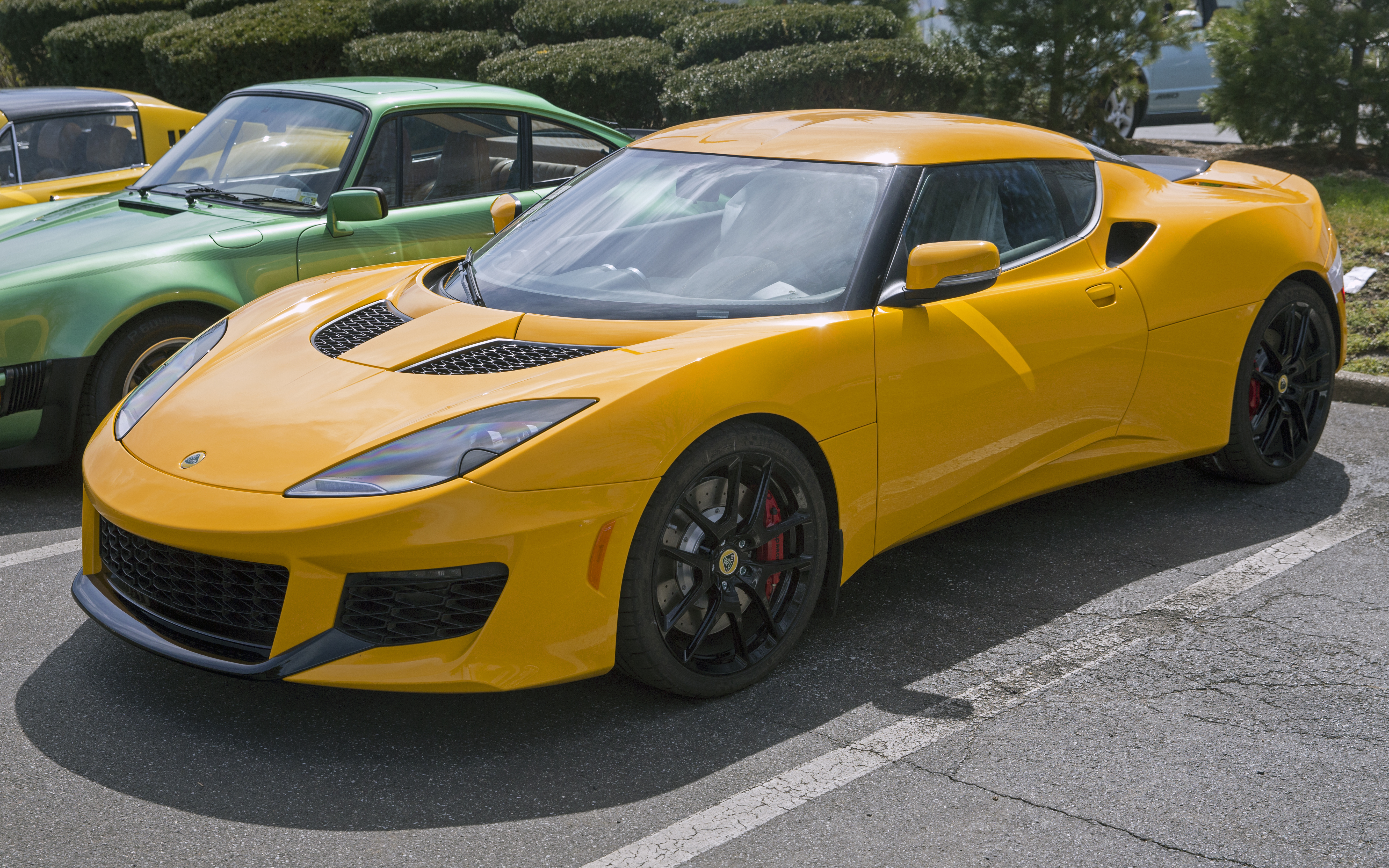
ロータス・エヴォーラ（イギリス）

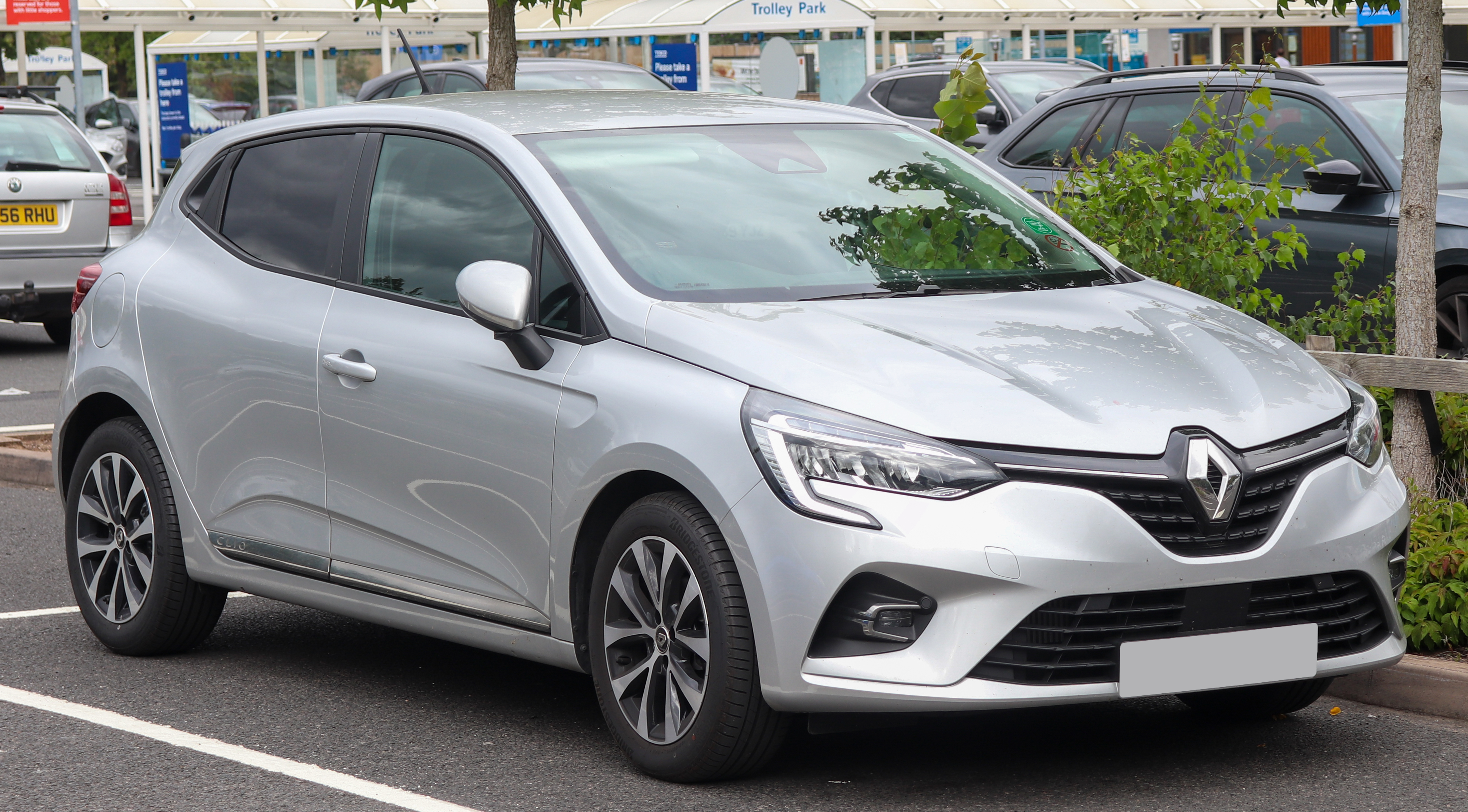
ルノー・クリオ（フランス）

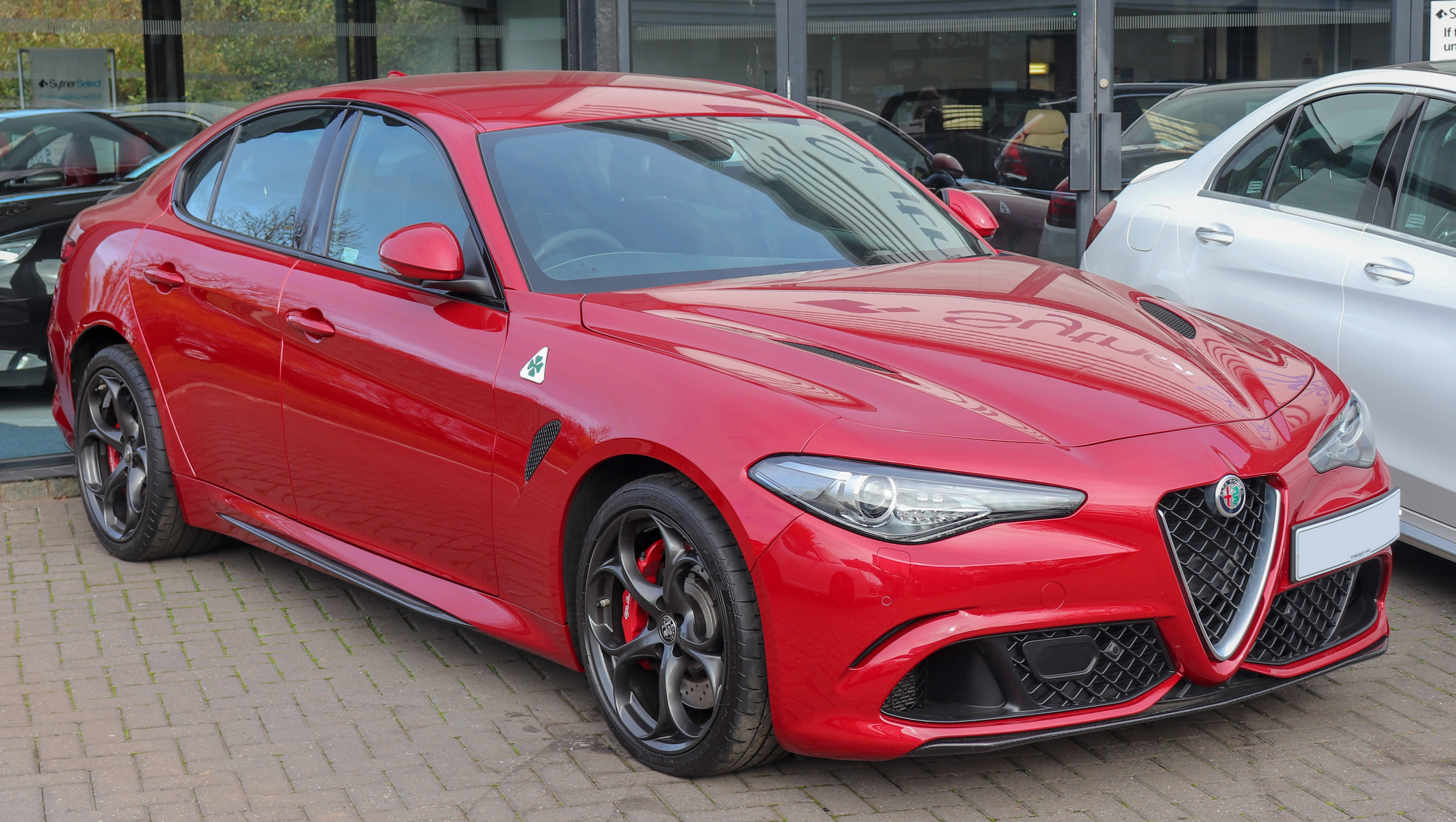
アルファロメオ・ジュリア（イタリア）

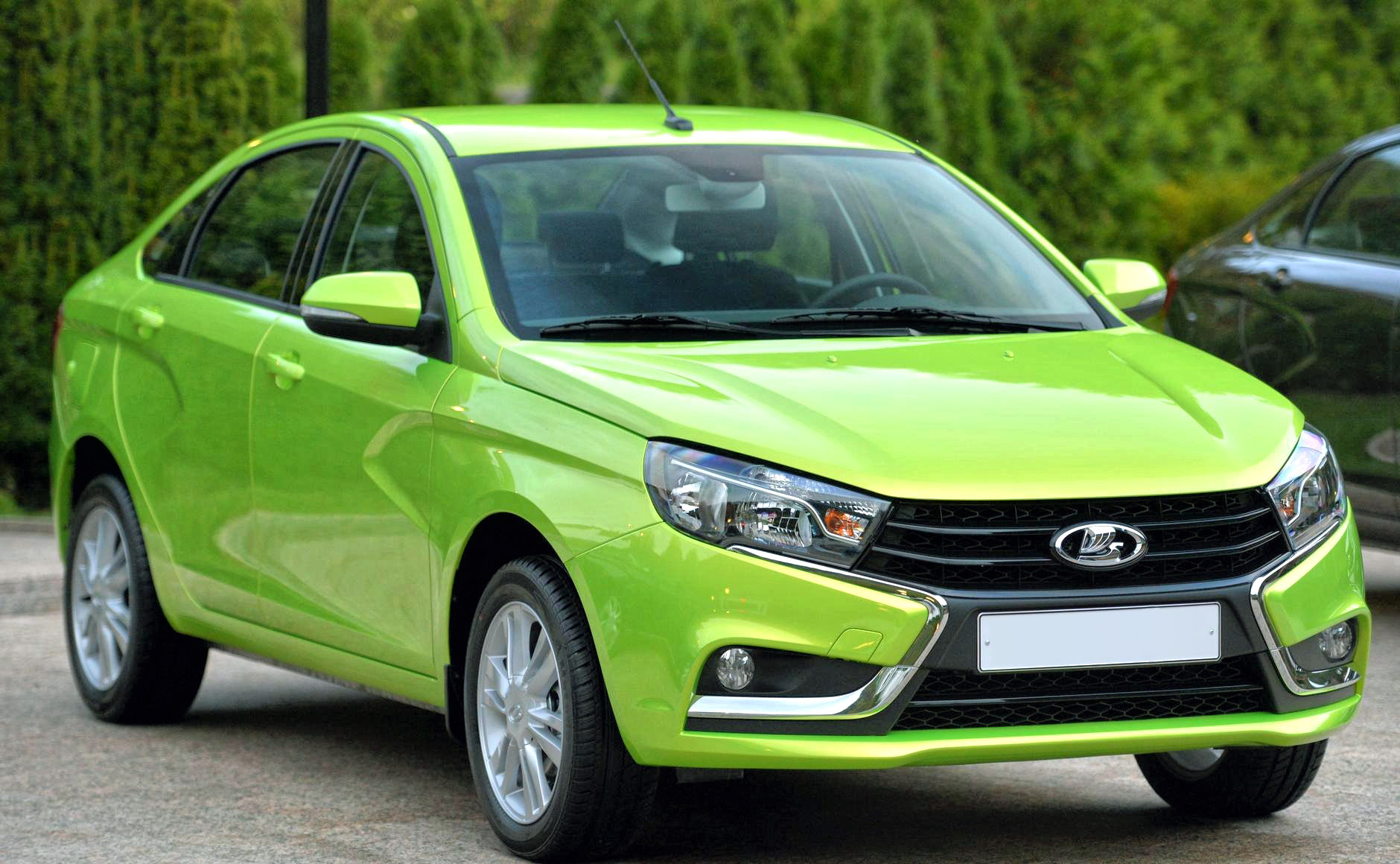
ラーダ・ヴェスタ（ロシア）

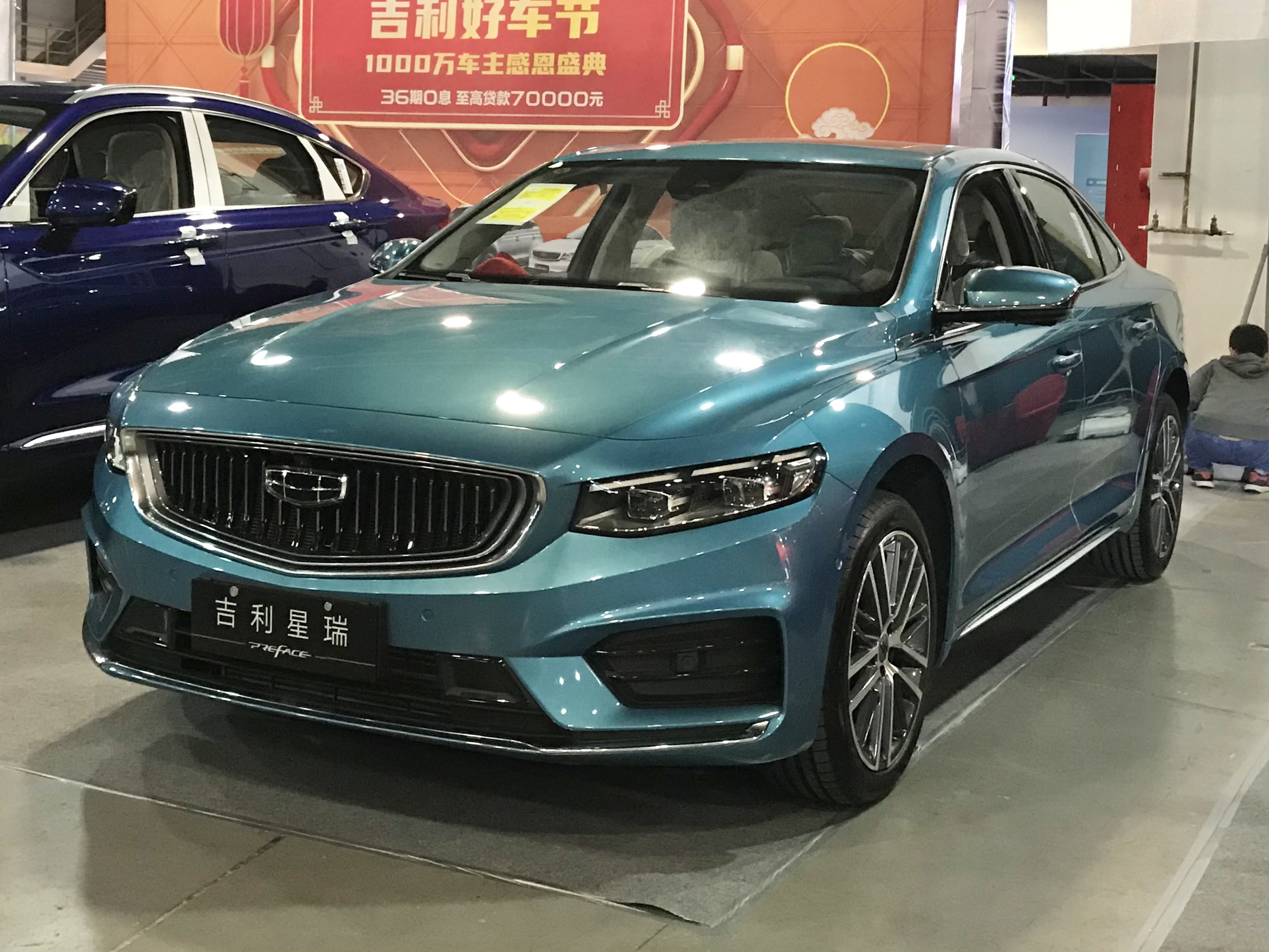
吉利汽車・星瑞（中国）

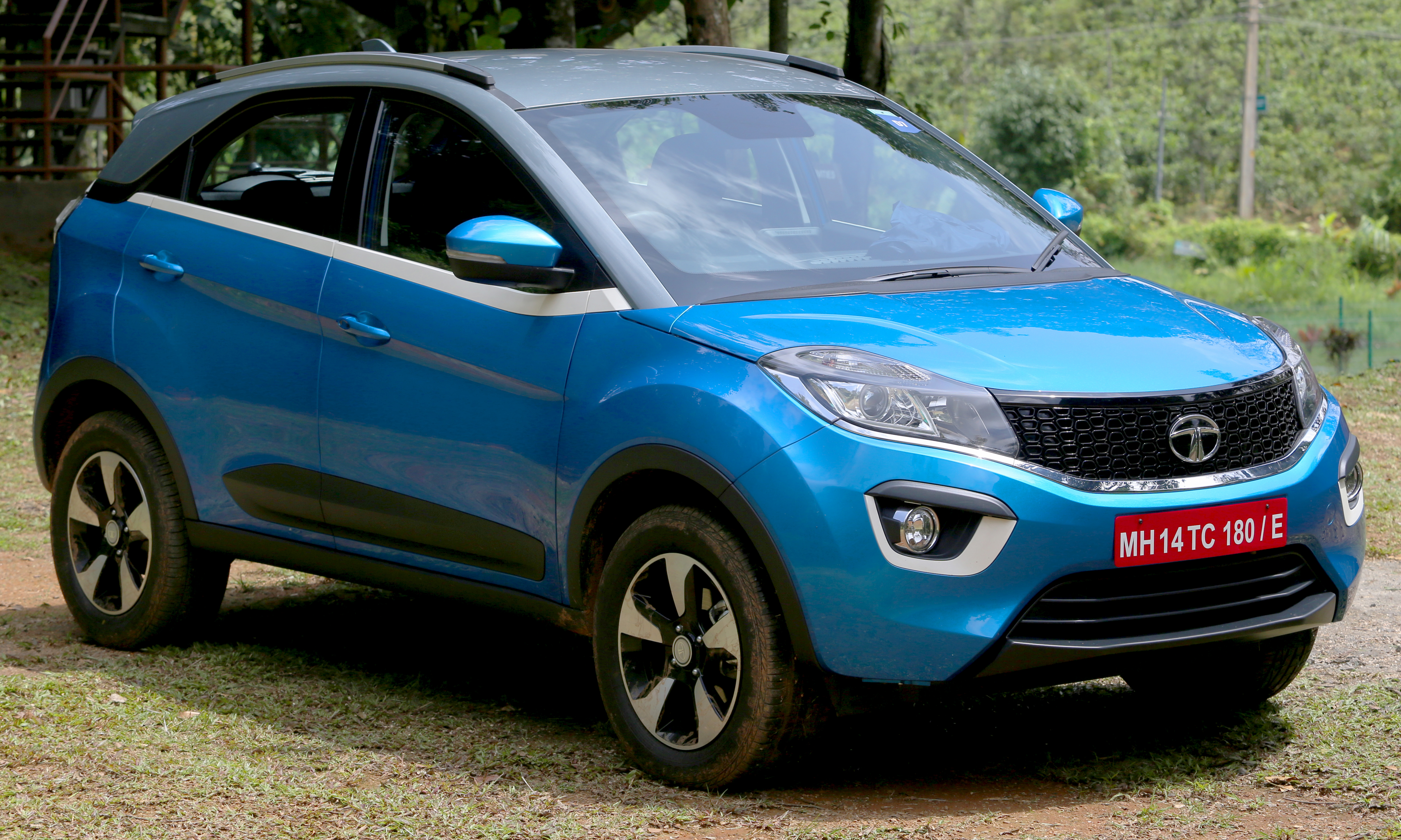
タタ・ネクソン（インド）

| - ABC（米） - ACカーズ (AC Cars)（英） - ADトラモンターナ (AD Tramontana)（西） - BMC (BMC)（トルコ） - BMW（独） - ロールス・ロイス（英） - MINI（英） - ライレー（商標権）（英） - CNHインダストリアル（蘭） - イヴェコ（伊） - ペガソ（西） - イリスバス（仏） - カローサ (Karosa)（チェコ） - MCI (MCI Bus)（米） - FSO（ポーランド） - MDI（ルクセンブルク） - MTX (MTX)（チェコ） - NABI(NABI)（米） - TDカーズ（マレーシア） - TVR（英） - VDL グループ (VDL Groep)（蘭） - VDL バス インターナショナル（蘭） - クスターズ (Kusters)（蘭） - VDLベルコフ (VDL Berkhof)（蘭） - ボーバ（蘭） - ヨンケーレ（ベルギー） - アークティックキャット（米） - アイシャー (Eicher)（印） - アショック・レイランド (Ashok Leyland)（印） - アスカリ（英） - アストンマーティン（英） - アダム (Adam)（パキスタン） - アバンティ (Avanti)（米） - アプテラ（米） - アフトクラーズ（ウクライナ） - アフトトル（露） - アヤツ (Ayats)（スペイン） - アリエル（英） - アルティマ (Ultima)（英） - アレキサンダー・デニス (Alexander Dennis)（英） - e.GO（独） - イエス (YES!)（独） - イズマッシュ（露） - イリサール (Irizar)（スペイン） - インターメカニカ (Intermeccanica)（カナダ） - インドカー (Indcar)（スペイン） - インヴィクタ (Invicta)（英） - ヴァンダ・エレクトリックス（シンガポール） - 蔚来汽車（中） - ウェストフィールド・スポーツカーズ (Westfield Sportscars)（英） - 宇通客車 (Yutong)（中） - ウロ (URO)（スペイン） - エキサゴンモーターズ（仏） - エグザム (Aixam)（仏） - メガ (Mega)（仏） - エコ&モビリテ (SimplyCity)（仏） - Famオートモービル（仏） - エルフィン (Elfin)（豪） - オプテア (Optare)（英） - オプティマ (Optima)（米） - 華晨汽車（中） - ガーズ（露） - ウラル（露） - カラコルム (Karakoram) （パキスタン） - カレンジー (Karenjy)（マダガスカル） - カロッツェリア・カスターニャ (Carrozzeria Castagna)（伊） - カンパーニャモータース (Campagna Corporation)（カナダ） - 奇瑞汽車 (Chery)（中） - 東南汽車（中） - ギブス (Gibbs)（英） - キャラウェイ (Callaway)（米） - ギリッグ (Gillig)（米） - 軽騎 (Qingqi)（中） - クァンタム (Quantum)（英） - クセニッツ（墺） - グリナル (Grinnall)（英） - ケータハム（英） - ケーニグセグ（スウェーデン） - KTM（オーストリア） - K-1（スロバキア） - 広州汽車 (Guangzhou)（中） - AION (自動車) (GAC Aion)（中） - トランプチ (Trumpchi)（中） - ハイプテック (Hyptec)（中） - ゴードン (Gordon)（チェコ） - 浙江吉奥汽車 (Gonow)（中） - コーブス (Cobus)（独） - コマルト（西） - サリーン（米） - サルバドール・カエターノ (Salvador Caetano)（ポルトガル） - サムコ（ベトナム） - 吉利汽車 ジーリー（中） - ボルボ・カーズ (乗用車部門)（スウェーデン） - ロータス・カーズ（英） - シス・オート (Sisu Auto)（フィンランド） - シトカー (Sitcar)（伊） - ジネッタ (Ginetta)（英） - ジマー (Zimmer)（米） - シャモニー (Chamonix)（ブラジル） - ジャンケル (Jankel)（英） - 上海汽車（中） - 南京汽車（中） - MG（英） - モーリス（商標権）（英） - ウーズレー（商標権）（英） - オースチン（商標権）（英） - バンデン・プラ（北米以外での商標権）（英） - シェブロン・エンジニアリング (Chevron Engineering)（NZ） - シェブロン・カーズ (Chevron Cars)（英） - 燭光汽車集団（中） - ジル（露） - スカニア（スウェーデン） - ステランティス（蘭） - フィアット（伊） - アバルト（伊） - アルファロメオ（伊） - マセラティ（伊） - ランチア（伊） - クライスラー（米） - ジープ（米） - ダッジ（米） - ラム（米） - プジョー（仏） - シトロエン（仏） - オペル（独） - ボクスホール（英） - ステルス（英） - スパイカー・カーズ（蘭） - スワラジマツダ（印） - セアズ (SeAZ)（露） - ゼネラルモーターズ（米） - キャデラック（米） - ビュイック（米） - シボレー（米） - GMC（米） - ホールデン（豪） - 韓国GM（韓） - GMアフトヴァース（露） - ゼンリブ（仏） - ソラーズ（露） - ウアーズ（露） - カマーズ（露） - ソラリス（ポーランド） - ダーツ（ラトビア） - 第一汽車 FAW（中） - 紅旗（中） - ダイムラー（独） - メルセデス・ベンツ（独） - メルセデスAMG（独） - メルセデス・マイバッハ（独） - スマート（独） - エボバス (EvoBus)（独） - フレイトライナー (Freightliner)（米） - トーマス・ビルト・バス (Thomas Built Buses)（米） - スターリング (Sterling)（米） - ウェスタンスター (Western Star)（米） - ウニモグ（独） - 三菱ふそうトラック・バス（日） - ゼトラ（独） - オリオン (Orion)（カナダ） - バーラトベンツ (BharatBenz)（印） - タカズ（露） | - タタ（印） - ジャガー（英） - デイムラー（商標権）（英） - ランチェスター（商標権）（英） - ローバー（英） - タタ・イスパノ (Tata Hispano)（スペイン） - ランドローバー（英） - ダットン (Dutton)（英） - タトラ（チェコ） - 長安汽車（中） - デア (Ginetta DARE)（英） - 大宇バス（韓） - デザインライン（NZ） - テスラ（米） - テム・サ（トルコ） - デルフィーノ (Delfino)（英） - トラモンターナ (Tramontana)（スペイン） - 東風汽車（中） - 東風柳州汽車（中） - ドンカーブート（蘭） - ナザ（マレーシア） - ナビスター (Navistar)（米） - ナムコ (Namco)（ギリシャ） - ニューフライヤー (New Flyer)（米） - ノーブル・オートモーティブ（英） - バーキン（南アフリカ） - パッカー（米） - ケンワース（米） - ピータービルト（米） - ダフ（蘭） - パガーニ（伊） - パノス（米） - バルビ (Barbi)（伊） - ビアル（インドネシア） - ヴァルメト（フィンランド） - ヴァンデンブリンク (Vandenbrink)（蘭） - 比亜迪汽車（中） - ヴィースマン (Wiesmann)（独） - ヴィーマック (Vemac)（英） - ヴィジョン (Vision)（米） - ピニンファリーナ（伊） - ビューラス (Beulas)（スペイン） - 現代-起亜自動車グループ（韓） - 現代（ヒュンダイ）（韓） - 起亜（キア）（韓） - 平和自動車（北朝鮮） - ヒンドゥスタン（印） - ビッザリーニ（伊） - ファインドホーン (Findhorn)（英） - ファラデー（米） - フィスカー (Fisker)（米） - フェラーリ（伊） - フォース (Force)（印） - フォード（米） - リンカーン（米） - フォルクスワーゲングループ（独） - フォルクスワーゲン（独） - アウディ（独） - セアト（西） - シュコダ・オート（チェコ） - ベントレー（英） - ポルシェ（独） - ランボルギーニ（伊） - ブガッティ（仏） - ブフォーリ（豪） - ブリストル（英） - ブルーバード (Blue Bird)（米） - フレーザー (Fraser)（NZ） - プロテラ（米） - プロドゥア（マレーシア） - プロト自動車（韓） - プロトン（マレーシア） - 北京汽車（中） - ヘス (Hess)（スイス） - ヘネシー (Hennessey)（米） - ベルトーネ（伊） - ヴェンチュリー（仏/モナコ） - ボフダーン（ウクライナ） - ルーツィク自動車工場（ウクライナ） - チェルカースィ・バス（ウクライナ） - ポラリス（カナダ） - ボリンジャー（米） - ボルボ・グループ（商用車部門。元ルノー翼下） - ボルボ・トラックス (Volvo Trucks)（スウェーデン） - ルノートラック（仏）（元ルノー商用車部門） - マック・トラックス (Mack Trucks)（米） - ボルボ・バス (Volvo Buses)（スウェーデン） - プレボスト (Prevost)（米） - ノバ・バス (Nova Bus)（米） - ボローレ (Bolloré)（仏） - ボンバルディア（カナダ） - マーコス（英） - マーリン (Marlin)（英） - マイクロVETT(Micro-VETT)（伊） - マクラーレン・オートモーティブ（英） - マヒンドラ（印） - 雙龍（双竜）（サンヨン）（韓） - マルコポーロ（ブラジル） - MAN（独） - ネオプラン（独） - メカンロック（仏） - モーガン（英） - モスラー（米） - ユーリエ（仏） - ユニティ (Uniti)（スウェーデン） - ヨッセ (Jösse)（スウェーデン） - ラーダ（露） - ライトバス (Wrightbus)（英） - 楽視（中） - ラディカル (Radical)（英） - ララキ (Laraki)（モロッコ） - リジェ（伊） - リスター（英） - リット・モーターズ（米） - リマック・アウトモビリ（クロアチア） - リンスピード (Rinspeed)（瑞） - ルシード（米） - ルノー（仏） - アルピーヌ（仏） - PVI（仏） - ダチア（ルーマニア） - ルノーサムスン（韓） - 日産自動車（日） - アフトヴァース（露） - ルブラン (Leblanc)（スイス） - ルメネオ (Lumeneo)（仏） - 零跑汽車（中） - ローカル・モーターズ（米） - ロナート (Ronart)（英） |

## 過去に存在した製造者・ブランド

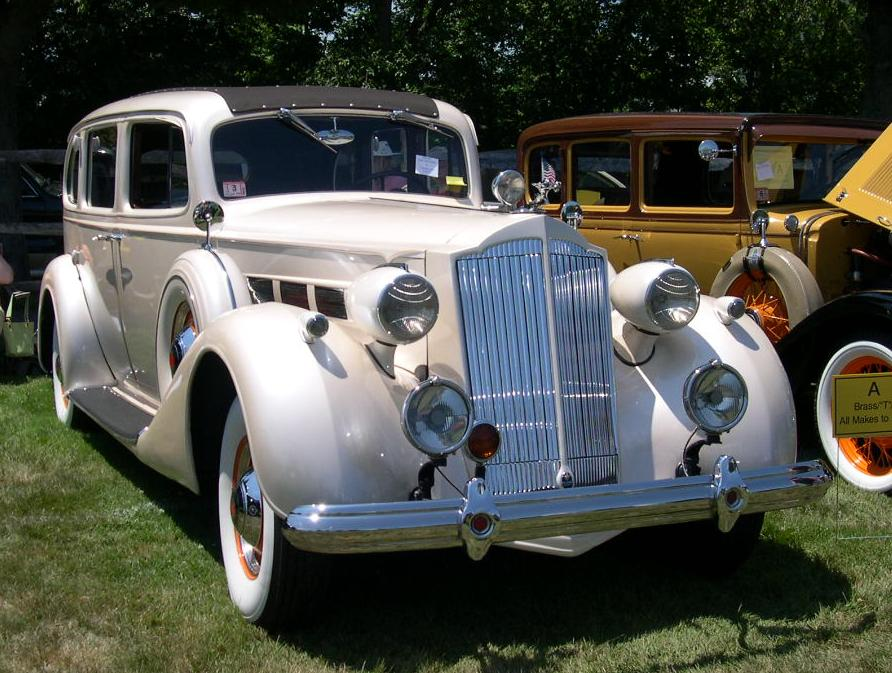
パッカード・スーパー8（アメリカ）

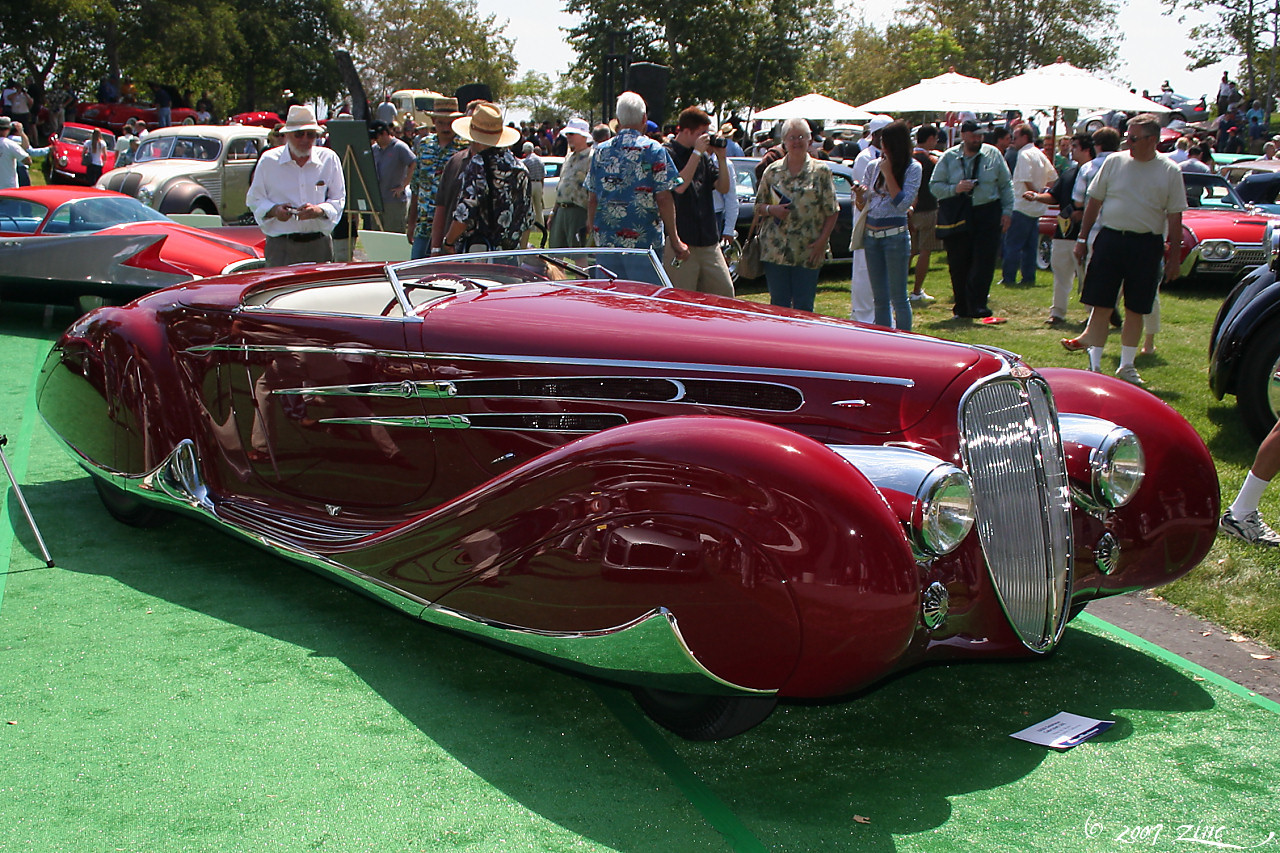
ドライエ・タイプ165 フィゴーニ・エ・ファラスキ（フランス）

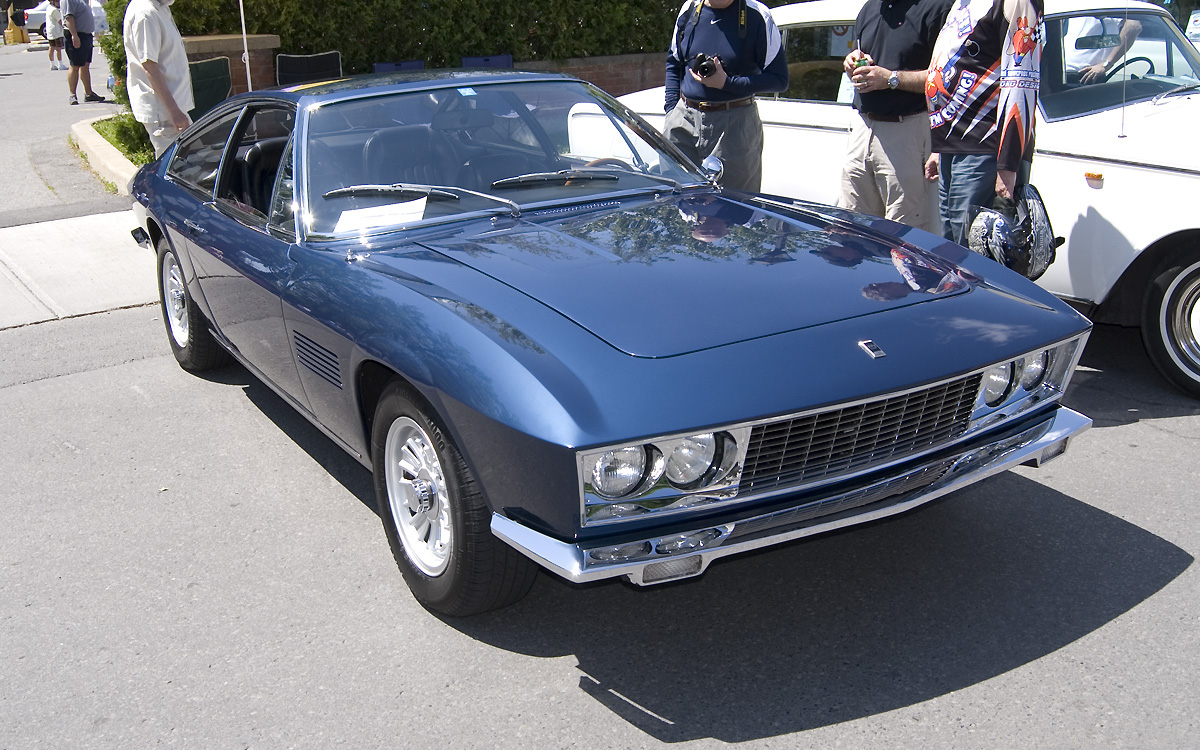
モンテヴェルディ・ハイスピード（スイス）

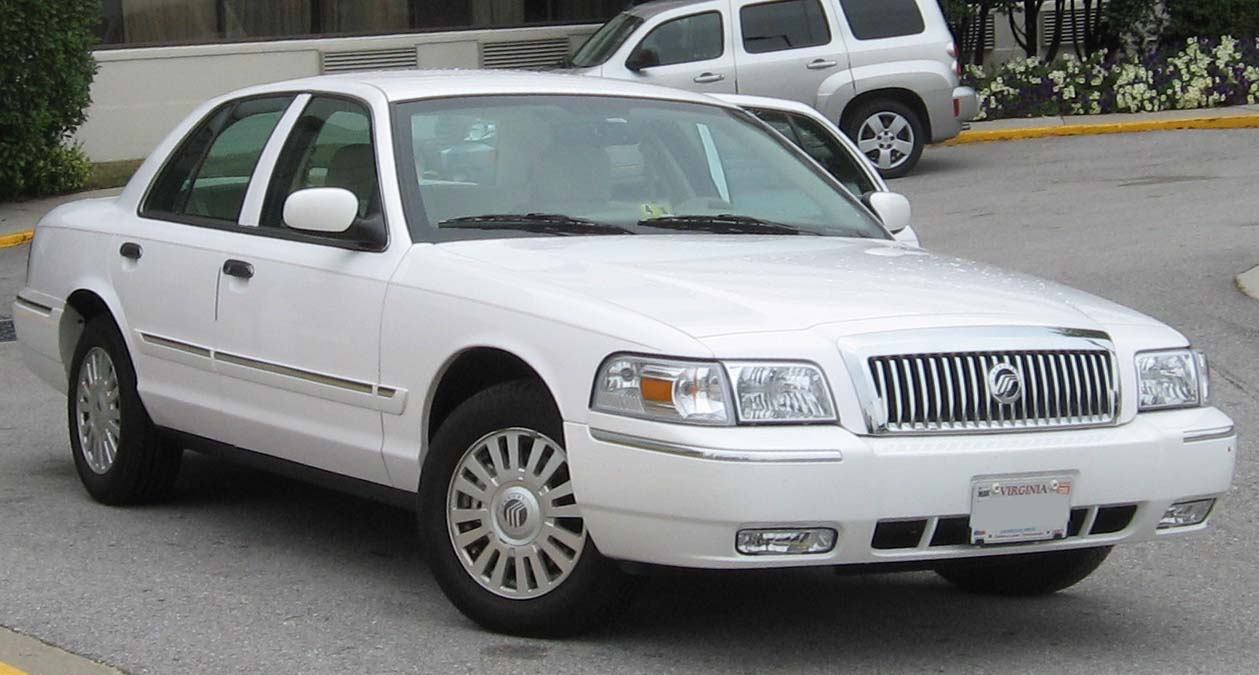
マーキュリー・グランドマーキー（アメリカ）

| - AMC （米） - DKW（独）（現・アウディ） - EMW（独） - IKA （アルゼンチン） - NSU（独）（現・アウディ） - アウトウニオン（独）（現・アウディ） - アウトビアンキ （伊） - アドラー （独） - アフトフラモス（露） - アミルカー （仏） - アルヴィス （英） - アロ （ルーマニア） - イスパノ・スイザ （スペイン） - イソ （伊） - イソッタ・フラスキーニ （伊） - インターナショナル （米）（現・ナビスター） - ヴァンダラー（独）（現・アウディ） - ヴォワザン （仏） - エクスキャリバー （米） - エルミーニ（伊） - オースティン （英） - オーバーン （米） - オールズモビル（米） - カイザー （米） - コード （米） - ゴルディーニ（仏）（現・ルノー） - サーブ（スウェーデン） - サイオン（日本） - ザスタバ（セルビア） - サターン（米） - サルムソン （仏） - サンビーム （英） - シアタ（伊） - シムカ （仏） - シムソン（独） - スタンダード （英） - スチュードベーカー （米） - スパイカー（蘭） - タッカー（米） - ダットサン（日本） - タルボ/タルボット （仏・英）（現・グループPSA） - チェッカー （米） | - チシタリア（伊） - チゼータ（伊） - デ・トマソ （伊） - デューセンバーグ （米） - デロリアン（米） - ドラージュ （仏） - ドライエ （仏） - ネイピア （英） - パッカード （米） - ハドソン （米） - パナール （仏） - ハマー（米） - バロー （仏） - バンデン・プラ （ベルギー・英） - ピアス・アロー （米） - ビッザリーニ （伊） - ヒルマン （英）（現PSA・プジョー・シトロエン） - ファセル （仏） - フォーデン （英） - プーマ （ブラジル） - プラガ （チェコ） - フレイザー・ナッシュ （英） - ベクター （米） - ベッドフォード （英） - ベルリエ（仏）（現・ルノートラック） - ホルヒ （独）（現・アウディ） - ポンティアック（米） - マーキュリー （米） - マトラ （仏） - モンテヴェルディ （スイス） - ラゴンダ （英）（現・アストンマーティン ・ラゴンダ） - ラサール （米） - ルーツ・グループ （英） - ルノーV.I. （仏）（現・ルノートラック） - レイナード （英） - レイランド （英） - ローバー（英）（フォードが商標権を保有） |

## 過去に存在した日本の製造者・ブランド

### 第二次世界大戦前
| - オートモビル商会 - 宮田製作所（現：モリタ宮田工業） - 大阪自動車 - 東京自動車製作所 - 東京自動車製造 - 東京ライト自動車 - 梁瀬商会（現：ヤナセ） - 堤自動車商会 - 快進社自動車工業→ダット自動車製造（現：日産 自動車） - 石川島造船所（現：IHI）→石川島自動車工業→ヂーゼル 自動車工業（現：いすゞ自動車・ボッシュ日本法人（旧ヂーゼル機器→ゼクセル）） - 実用自動車製造 - 白楊社 - 京三自動車商会（現：京三製作所） - 豊田自動織機製作所（現：豊田自動織機、自動 車部が独立してトヨタ自動車工業・現：トヨタ自動車） - 戸畑鋳物（現：日立金属） - 日本内燃機→日本内燃機製造→（オオタ自動車工業と合併） - 川崎車輛→川崎重工業 - 池貝製作所→池貝鉄工所→池貝鉄工→池貝 - 日本エアブレーキ→ナブコ→ナブテスコ - 岡本自転車製作所 - ライト自動車製造→ライト自動車工業 - 中島飛行機（現：富士重工業） - 日本輸送機械製作所（→日本輸送機→現：三菱ロジスネクスト） - 神戸製鋼鳥羽製作所→シンフォニアテクノロジー - 山成商会 - 聖自動車製造 | - 国益自動車製造 - 水野鉄工所 - 瀬川製作所 - 昭和内燃機製造 - 安川モータース - 兵庫モータース製作所 - 日進自動車 - 中央製作所 - 平野製作所 - 旭内燃機 - モーター商会 - 松尾自動車工業 - 日本電気製作所 - 中央自動車 - 名古屋自動車製作所 - 大阪車体製造 - 日本車輌製造 - 日本デイゼル工業→民生デイゼル工業 - 帝国製鉄 - 中島製作所 - 東浦自動車工場 - 福田自動車 - 愛国燃料販売 - 日立製作所 - 陸王内燃機 - 東京瓦斯電気工業 - 共立自動車製作所 |

### 第二次世界大戦後
| - 水島機器製作所→新三菱重工業水島製作所→（現：三菱自動車水島製作所） - 東日本重工（現：三菱自動車） - 東京電気自動車→たま電気自動車→プリンス自 動車工業→富士精密→プリンス自動車工業（日産 自動車に吸収合併） - 汽船製造 - 帝国電機製作所 - 金剛製作所 - 愛知機械工業 - 太田自動車製作所→高速機関工業→オオタ自動車工業→ （日本内燃機と合併）日本自動車工業→東急くろがね工業 - 明和自動車工業（現：新明和工業） - トクサン自動車 - やまと自動車 - 八洲自動車製作所 - 金城自動車工業 - 日本軽自動車 - 日本交通工場 - 日建機械工業 - パドル自動車工業 - 住江製作所（現：住江工業） - 日本オートサンダル自動車 - 名発自動車工業 - 三光製作所 - 出光産業 - 日本電気自動車製作所 - ユニバーサル電気自動車 - 石産精工 - 民生デイゼル工業→日産ディーゼル工業（現UDトラックス） - 田窪自動車 | - 日研機械工業 - 富士自動車（現・小松ゼノア） - 富士山自動車 - 岡村製作所 - 昌和製作所（現・ヤマハモーターパワープロダクツ〈現ヤマハ発動機子会社〉） - 三井精機工業 - 東急くろがね工業→日産工機 - ホープ自動車 - アラコ→トヨタ車体・トヨタ紡織 - アンフィニ（マツダのブランド：ディーラー名 として存続している） - オートザム（マツダのブランド：ディーラー名 として存続している） - ユーノス（マツダのブランド） - サイオン（トヨタのブランド：北米向けブランド 2016年にブランド廃止） - トヨペット（トヨタのブランド：ディーラー名 として存続している） - トヨダ（トヨタ創業時のブランド） - たま（日産自動車のブランド：日産と合併前の プリンス自動車旧社名時のブランド） - プリンス（日産のブランド：プリンス自動車と日産の合併後、1968年にブランド廃止 販売会社名として存続している） - CQモーターズ（タカラトミー、現在は保守・メンテナンスのみ継続） - 鈴商 - SIM-Drive |